# Smokin' Aces
Smokin' Aces es una película británica de 2006, dirigida por Joe Carnahan.

## Reparto
- Ryan Reynolds como Richard Messner.
- Ray Liotta como Donald Carruthers.
- Andy García como Stanley Locke.
- Jeremy Piven como Buddy "Aces" Israel.
- Tommy Flanagan como Lazlo Soot: Un asesino legendario y maestro del disfraz que viste realistas máscaras de látex.
- Alicia Keys como Georgia Sykes: una asesina a sueldo. Ella y su pareja, Watters Sharice, son contratados por Serna para secuestrar a Israel desde su hotel antes de que alguien pueda matarlo.
- Taraji P. Henson como Watters Sharice: Una asesina a sueldo, socia de Georgia Sykes, que es lesbiana y feminista declarada.
- Nestor Carbonell como Pasquale "La Plaga" Acosta: Un mercenario latino conocido tanto por su amor a la tortura como por haberse masticado los dedos mientras estaba bajo custodia para evitar ser identificado por la Interpol. Se entera de la recompensa por Israel y trata de asesinarlo.
- Chris Pine como Tremor Darwin: El mayor de los hermanos Tremor, un trío de sicarios neonazis con una inclinación por las tácticas de tierra arrasada. Se enteran de la recompensa y deciden tomar parte.
- Kevin Durand como Jeeves Tremor: El mayor de los hermanos Tremor.
- Maury Sterling como Tremor Lester: El menor de los hermanos Tremor.
- Jason Bateman como Ripley "Rip" Reed: Un abogado inseguro y perverso con innumerables parafilias y adicciones.
- Ben Affleck como Jack Dupree: Un agente de fianzas de Las Vegas que es contratado para llevar a Buddy Israel de vuelta desde el Lago Tahoe y ver que hace su aparición en la corte siguiente.
- Vladimir Kulich como "el sueco": Se teme que sea un asesino del que nadie sabe nada, pero en realidad es un renombrado cirujano cardíaco.
- Peter Berg como Pete Deeks: Un expolicía de Las Vegas despedido de la fuerza por corrupción. Él y sus socios son contratados por Dupree para ayudarle a recuperar a Israel.
- Martin Henderson  como Hollis Elmore: Un expolicía de Las Vegas y el socio de Pistol Pete. Él no era corrupto, pero renunció de todos modos para quedarse con Pete.
- Common como Sir Ivy: jefe de seguridad de Israel.
- Joel Edgerton como Hugo Croop: Un guardaespaldas de Europa del Este, trabaja para Israel.
- Christopher Michael Holley como Beanie: Proxeneta favorito de Israel.
- Matthew Fox como Bill: Jefe de seguridad en el hotel Lake Tahoe, donde transcurre gran parte de la acción.